# Aeroportul Sharurah Domestic
Aeroportul Sharurah Domestic (IATA: SHW, ICAO: OESH) este un aeroport din Provincia Najran, Arabia Saudită ce deservește zona Sharurah governorate⁠(d). Aeroportul a fost tranzitat în 2021 de 164.316 pasageri. A fost numit după zona deservită.
Situat la o altitudine de 720 m, aeroportul dispune de o singură pistă.